# Chotantsa
Chotantsa (Bulgaars: Хотанца) is een dorp in Bulgarije. Het dorp is gelegen in de gemeente Roese in de oblast  Roese. Het dorp ligt 22 km ten zuidoosten van Roese en 267 km ten noordoosten van de hoofdstad Sofia. 

## Bevolking
Op 31 december 2020 telde het dorp Chotantsa 690 inwoners. Het aantal inwoners vertoont vele jaren een dalende trend: in 1946 had het dorp nog 944 inwoners.
| Bevolkingsontwikkeling tussen 1934 en 2020          |
| --------------------------------------------------- |
|                                                     |
| Bron: Nationaal Statistisch Instituut van Bulgarije |

In het dorp wonen grotendeels etnische Bulgaren, maar er is ook een grote minderheid van etnische Roma en Turken. In de optionele volkstelling van 2011 identificeerden 419 van de 563 ondervraagden zichzelf als etnische Bulgaren, oftewel 74,4% van alle ondervraagden. De overige ondervraagden noemden zichzelf vooral etnische Roma (88 personen - 15,6%) of Turken (46 personen - 8,2%).
| Etnische samenstelling van de respondenten (2011) | Etnische samenstelling van de respondenten (2011) | Etnische samenstelling van de respondenten (2011) | Etnische samenstelling van de respondenten (2011) | Etnische samenstelling van de respondenten (2011) |
| ------------------------------------------------- | ------------------------------------------------- | ------------------------------------------------- | ------------------------------------------------- | ------------------------------------------------- |
|                                                   |                                                   |                                                   |                                                   |                                                   |
| Bulgaren                                          | Bulgaren                                          |                                                   | 74,4%                                             | 74,4%                                             |
| Turken                                            | Turken                                            |                                                   | 8,2%                                              | 8,2%                                              |
| Roma                                              | Roma                                              |                                                   | 15,6%                                             | 15,6%                                             |
| Anders/Onbekend                                   | Anders/Onbekend                                   |                                                   | 1,8%                                              | 1,8%                                              |

Basarabovo · Bazan · Chotantsa · Dolno Ablanovo · Jastrebovo · Marten · Nikolovo · Novo Selo · Prosena · Roese · Sandrovo · Semerdzjievo · Tetovo · Tsjervena Voda